# Farmakologi
Farmakologi, ungefär läkemedelslära, är studiet av hur substanser interagerar med levande organismer för att åstadkomma en funktionsändring. En substans med medicinala egenskaper som kallas för ett läkemedel. Det farmakologiska området spänner över läkemedlets kemi, egenskaper, omsättning i kroppen, interaktioner med andra läkemedel, dess giftighet och användning inom vården. En person som professionellt är verksam inom området som forskare eller läkare kallas för farmakolog. Farmakologin har flera olika underområden, som består av klinisk farmakologi som utvärderar effekten av ett läkemedel på människan, neuro- respektive psykofarmakologi som studerar effekten av läkemedel på nervsystemet, toxikologi och teoretisk farmakologi.
Läkemedelsutveckling är en viktig företeelse inom medicinsk vetenskap, men har även starka ekonomiska och politiska drivkrafter. För att skydda konsumenten och förhindra missbruk har de flesta länder myndigheter som har till uppgift att övervaka och reglera tillverkning, försäljning och användning av läkemedel. I Sverige är Läkemedelsverket den ansvariga myndigheten, på EU-nivå heter myndigheten EMA och i USA är det FDA.
Farmakologi blandas ofta ihop med farmaci.

## Läkemedelsutveckling och säkerhetsstudier
Om den kemiska strukturen för ett läkemedel ändras marginellt kan det resultera i att läkemedlets effekt förändras mer eller mindre. När grundsubstansen förändras kallas de resulterande kemiska föreningarna för analoger, och de framställs för att hitta den substans som har maximal effekt. Denna fas i läkemedelsutvecklingen kallas för pre-klinisk, tar många år och är kostsam.
Efter att lämpliga analoger tagits fram måste de säkerhetstestas på djur och senare i kliniska prövningar på människor. Den fasen kan ta upp till 6 år. På grund av den långa utvecklingstiden för läkemedel uppskattas att endast ett av 5000 potentiella läkemedel når marknaden.

## Godkännande och säkerhet
I EU är det EMA som är ansvarig för att ta fram riktlinjer för godkännandet av ett läkemedel, vilka gäller i samtliga EU-länder. Ett läkemedel som blir godkänt av EMA blir automatiskt godkänt för försäljning i samtliga EU-länder. Alternativt, ett läkemedel som blir godkänt för försäljning i ett EU-land, av den nationella läkemedelsmyndigheten, kan efter s.k. ömsesidigt erkännande bli godkänt i andra EU-länder.
Potentiella läkemedel måste ha genomgått omfattande säkerhetsstudier i djur och frivilliga försökspersoner innan läkemedelsbolaget kan ansöka om godkännande. En ansökan om godkännande kan ta flera år i anspråk om det finns brister i de studier som gjorts.

## Vetenskaplig bakgrund
Farmakologiska studier kräver omfattande kunskap om de biologiska system som påverkas, där kunskaper i cellbiologi och biokemi är nödvändigt. Idag sker mycket av den farmakologiska forskningen genom datordesign av ligander för biologiska receptorer. Ofta krävs detaljead kunskap om specifika intracellulära och metabola signalvägar inne i cellen.
Egenskaperna hos den potentiella läkemedelskandidaten kan delas upp i farmakokinetiska, vad kroppen gör med läkemedlet, och farmakodynamiska, vad läkemedlet gör med kroppen.
När farmakologer beskriver de farmakokinetiska egenskaperna för ett blivande läkemedel används den engelska förkortningen ADME:
- Absorption – hur läkemedlet tas upp i kroppen på bästa sätt (via tarmen, munnen eller huden)
- Distribution – hur läkemedlet sprids i kroppen
- Metabolism – beskriver hur kroppen omvandlar läkemedlet till produkter som är mer vattenlösliga och som därmed kan utsöndras via urinen, men även om toxiska nedbrytningsprodukter bildas
- Excretion – hur läkemedlet utsöndras (via galla, urin, utandningsluft eller huden)

Ett läkemedel sägs ha ett smalt eller brett terapeutiskt fönster, som beror på förhållandet mellan önskade effekter och oönskade effekter.

## Farmakodynamik – vad läkemedlet gör med kroppen
Läkemedlets måltavlor i kroppen är dess celler och ytterst cellernas proteiner. Dessa proteiner kan delas in i fem kategorier:
- Receptorer
- Enzymer
- Transportproteiner
- Jonkanaler
- Övriga

Läkemedlen kan i sin tur delas in i tre olika kategorier:
- Antibakteriella medel
- Virushämmande medel
- Medel vid tumörsjukdomar

## Receptorfarmakologi

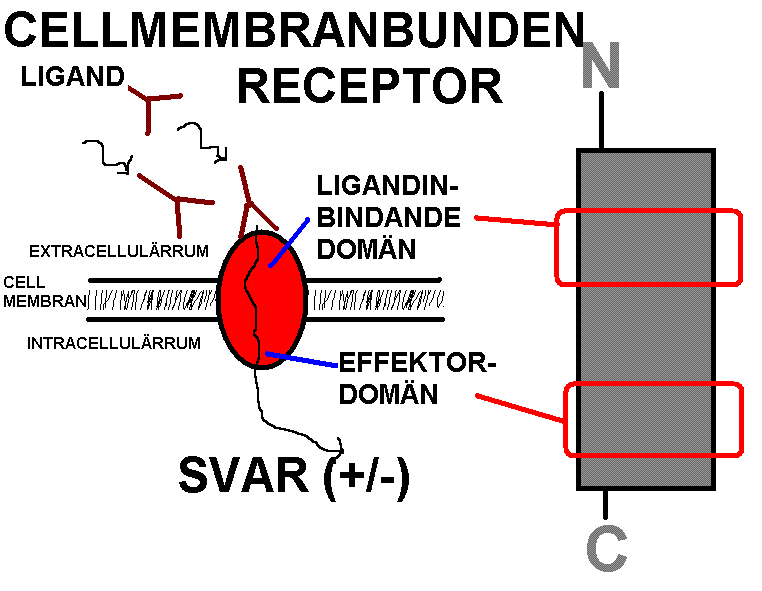
Mekanismer för ligandinbindning på membranbunden receptor.

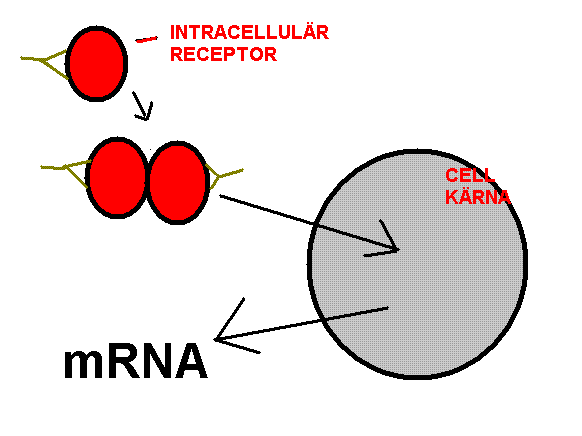
Mekanismer för ligandinbindning på intracellulär receptor.

Ett klassiskt receptorverkande medel är opium (som läkemedel i morfin) vars effekter har varit kända i 6000 år. På 1970-talet isolerades den första opiatreceptorn. Man kan säga att det finns två typer av receptorer i cellen:
- Cellmembranbundna – det vill säga receptorer som finns på eller i det cellens yttre fetthölje som utgör dess cellmembran
- Intracellulära receptorer – det vill säga ett protein inne i cellen

Cellmembranbundna receptorer har två viktiga domäner, en ligandbindande domän, där läkemedlet binder in samt en effektordomän, där läkemedlets effekt på proteinet tar sig uttryck genom stimulering eller inhibering av någon intracellulär process. Effekten uppstår genom en konformationsändring, det vill säga en ändring i form, hos receptorn vid ligandinbindningen. Tiden mellan inbindning och effekt håller sig inom storleksordningen millisekunder, önskad effekt kan vara exempelvis muskelkontraktioner eller nervimpulser. Liganden som binder in till dessa receptorer kan vara exempelvis joner eller proteiner.
Är läkemedlet fettlösligt kan det ta sig igenom cellens membran (som ju består av fett – lika löser lika). Väl inne i cellen binder det in i intracellulära receptorer som oftast parar ihop sig två och två och bildar dimerer för att sedan ta sig in i cellkärnan där den blir en transkriptionsfaktor som påverkar proteinsyntesen (via mRNA). Detta är alltså effekten av ligandinbindning hos intracellulära receptorer och i tid mätt är effekten långsam, eftersom det rör sig om uttryck på DNA.

## Karaktäristika för receptorer
- Bindningen följer massverkans lag

Ligandinbindningen på en receptor följer massverkans lag enligt en reversibel jämviktsekvation:
{\displaystyle {L+R}\Longleftrightarrow {LR}\Longrightarrow {LR*}}
Där L=läkemedel, R=receptor och {\displaystyle {*}} anger det tillstånd där receptorn aktiveras av läkemedlet.
Avgörande för komplexbildningen är affiniteten, det vill säga bindningsstyrkan, samt koncentrationerna av ligander respektive receptorer. 
- Specifik bindning och specifika effekter

Receptorn har såväl kemisk som biologisk specificitet. Den förra påverkas av höga koncentrationer, exempelvis vad gäller affiniteten för olika stereoisomerer. Den senare består av att effekten avgörs av vilken mediator, det vill säga cell, den ligandbundna receptorn sitter på samt var i kroppen denna mediator finns. 
För att exemplifiera med serotonin så delas denna transmittor in i olika grupper, 1, 2, 3…, dessa grupper har var sin receptor. Men inom grupperna finns subgrupper, a, b, c… I centrala nervsystemet resulterar inbindningen i effekter på välbefinnande medan inbindning hos celler i gastrointestinalsystemet resulterar i förändringar i magtarmsystemet glatta muskulatur. 
Detta förklarar varför exempelvis antidepressiva mediciner kan ha biverkningar som muntorrhet och dylikt.
- Bindningen är mättnadsbar

Bindningen är mättnadsbar, detta innebär att förhållandet mellan effekt och dos inte är linjärt. Detta kan exemplifieras med den maximalt uppnåeliga effekten av insulin, som då den ges inträffar vid inbindning hos 10% av de befintliga insulinreceptorerna. 
- Aktivering av receptorer leder till fysiologiskt svar

Om inte rör det sig om så kallade ”tysta” receptorer (silent receptors), dessa anses vara en evolutionär rest som kan antas ha haft en funktion hos våra evolutionära förfäder.
].